# Völu-Stein
Völu-Steinn fue un escaldo de Islandia de mediados del siglo X. Dos mitades de estrofas de su obra han sobrevivido hasta hoy, conservadas en  Skáldskaparmál de Snorri Sturluson (3, 57). Landnámabók (S 142) cita el gran lamento de Völu-Steinn por la muerte de su hijo Ögmundr, por lo que generalmente se admite que este verso pertenece a un poema en recuerdo de su hijo. Sigurður Nordal sugiere que Völu-Steinn como posible autor de Völuspá.